# 韋爾比夫卡 (海辛區)

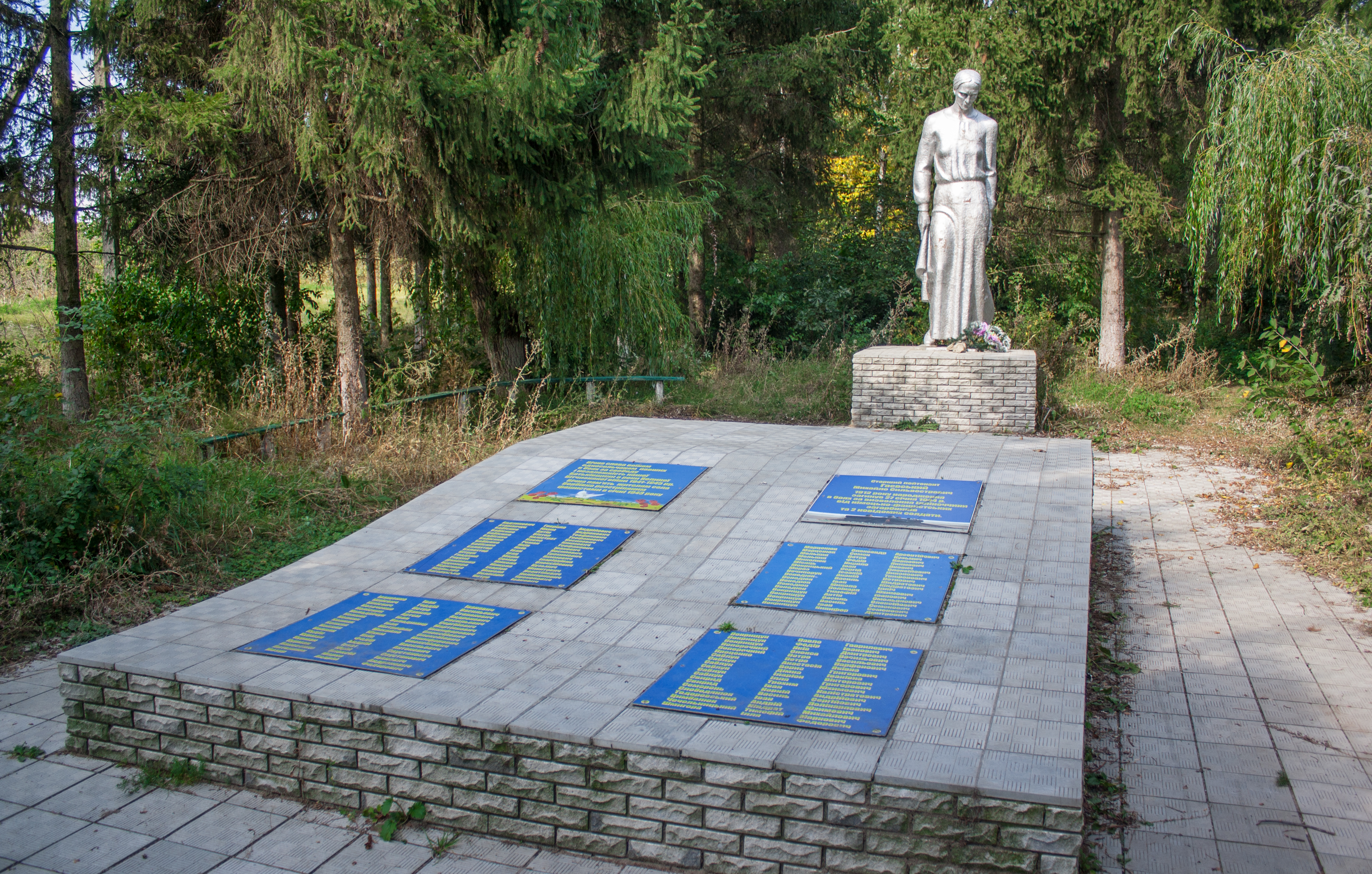
英雄纪念碑

韋爾比夫卡（烏克蘭語：Вербівка），是烏克蘭西南部文尼察州海辛區达希夫市镇的乡村居民点，始建於1550年，面積1.95平方公里，海拔高度241米，2001年人口538。
48°57′21″N 29°20′6″E / 48.95583°N 29.33500°E